# Hamen (banda)
Hamen é uma banda brasileira de power metal sinfônico, de Santa Catarina, fundada pela cantora lírica e compositora Monica Possel, em 2013. O termo “Ámen”, originário do hebraico é o que inspirou a banda, pois trata-se da confirmação ao desejo de alguém. E é a partir desta perspectiva de aceitação que a banda acredita que música é um talento que precisa de propósito, feito para ser compartilhado. Apesar desta semelhança, o grupo não se encaixa no rótulo de metal cristão tornando-se uma das bandas de destaque da cena independente de metal sinfônico no Brasil.
Nos últimos oito anos a banda participou de diversas coletâneas internacionais, apresentou-se na maior convenção de tatuagem da América Latina, lançou o EP “Altar” (2015), o single “Lost Feelings” e o disco “Unreflected Mirror” (2018). E ainda, a vocalista Monica Possel ganhou o prêmio FemMetal em 2020, na categoria "Best Operatic Vocals". O som da Hamen recebe influências de ícones da cena mundial, como After Forever, Nightwish e Ayreon, equilibrando o peso das guitarras e o vocal lírico.

## Biografia
O EP “Altar”, lançado em 2015, contou com quatro faixas que conversam entre si. O trabalho foi produzido por Gean Carlos (Rastros Studio) e contou com projeções de video mapping no figurino de Monica Possel, nas apresentações ao vivo. A faixa-título “Altar”, tornou-se o primeiro clipe da banda.
O primeiro EP "Altar" conta com músicas reflexivas. A primeira, "Last Doubt", é uma espécie de duelo entre o eu-egocêntrico e o eu-melancólico. A segunda e terceira música ("Altar" e "Winter") refletem sobre as escolhas da personagem; já a última música, "Beautiful Garden", apresenta a resposta do dilema que iniciou o disco. Com destaque na mídia internacional, a música “Last Doubt” foi selecionada para a coletânea "Fear Candy - Latin America" (2016), projeto da revista inglesa Terrorizer Magazine em parceria com os brasileiros da Metal Militia Web Radio. Foram 15 mil cds distribuídos para a Europa e assinantes da revista ao redor do mundo. Participaram da coletânea bandas do Brasil, Colômbia, México e Panamá. Em 2019, a banda também participou da coletânea "Elite metal Bands - Volume 16", distribuído pela Imperative Music e pela Nuclear Blast, entre outras.
Foi no início de 2018 que começaram os preparativos para o disco de estreia, “Unreflected Mirror”. No fim de 2018, a Hamen disponibiliza em formato físico e digital o disco “Unreflected Mirror”, produzido por Matheus Maia e Caio Duarte, vocalista da banda Dynahead. O álbum traz como temática noções abordadas na ficção científica, como mundos alternativos e também influência das obras literárias de Arthur C. Clarke, autor de “2001 - Uma Odisseia no Espaço”, entre outros clássicos do gênero. O fonograma contou com a participação de Marcelo Barbosa (Almah, Angra), considerado um dos maiores guitarristas brasileiros, na faixa “The Life Has Passed”. De lá pra cá, a banda se dedica à divulgação do disco, chegando a lançar cinco webclips: “Chimerical Love”, “The Silence of the Soul”, “Falling Skies”, “Song of the Heart” e “My True Freedom”.  Como parte da divulgação do disco, a banda se aliou a Imperative Music, que distribui os discos em países da Europa e da Ásia.
Durante a pandemia em 2020, a Hamen dedicou a continuar a divulgação do álbum "Unreflected Mirror", chegando a tocar, entre outros, nos festivais Caio Indica Fest, Bode Metal Fest e Power Woman Fest, no último foi quando a banda representou o estado de Santa Catarina nacionalmente.
Ainda no ano de 2020, Monica Possel se tornou vencedora na categoria "Best Operatic Vocals", na premiação FemMetal Awards 2020, realizada pelo site europeu FemMetal. A vocalista foi a única representante da América Latina na premiação e superou concorrentes da Europa e América do Norte, ganhando com mais de 30% dos votos.

## Discografia
- EP Altar (2015)
- Unreflected Mirror (2018)

## Membros
Membros atuais
- Monica Possel - Voz (2013 - presente)
- Cadu Puccini - Guitarra (2013 - presente)
- Matheus Maia - Baixo (2017 - presente)
- Gabriel Pedroso - Bateria (2018 - presente)

Membros passados
- Alexandre Lamin - Guitarra (2013 - 2017)
- Gleybson Dias - Bateria (2016 - 2017)
- Alessandra Nunes - Teclado (2013 - 2017)
- Gean Carlos Sousa - Baixo (2013 - 2017)
- Thiago Mello - Bateria (2013 - 2017)